# Sasà Capobianco

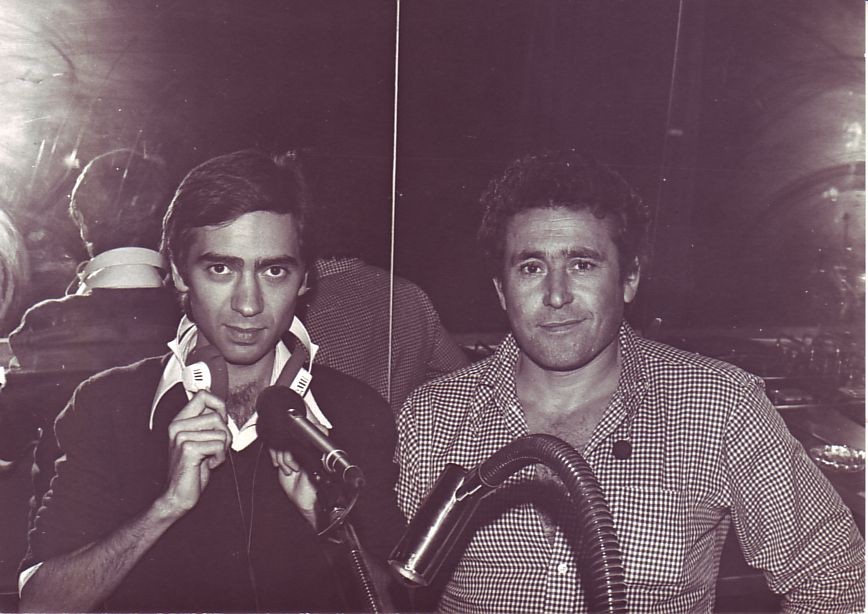
Sasà Capobianco e Ciro Niespolo nella discoteca Kiss Kiss

Salvatore Capobianco, detto Sasà, noto anche con lo pseudonimo di The Doctor (Napoli, 16 maggio 1954), è un disc jockey e direttore artistico italiano.

## Biografia
Medico oculista, da sempre appassionato di musica, comincia la sua attività di DJ nel 1969 in locali come lo Shaker Club, dove divide le sue serate con le esibizioni live dei di personaggi come Bruno Martino, Fred Bongusto e Peppino Di Capri.
Nel 1973 diviene il DJ della discoteca Kiss Kiss, fino al 1986.
Nel 1976, assieme a Ciro Niespolo, proprietario della discoteca, crea Radio Kiss Kiss di cui diviene direttore artistico. Conduce per oltre dieci anni il programma Disco Live, in diretta dalla discoteca.
Sotto la sua direzione, Radio Kiss Kiss vince il Telegatto di Sorrisi e Canzoni TV.
Successivamente lascia gli studi radiofonici e, parallelamente al suo lavoro di DJ, ed a quello di medico, fonda una società di servizi per la gestione artistica di radio e discoteche campane (The Doctor's Group).
Dal 1987 al 1990 è direttore artistico di Radio Marte, e dal 1990 al 1992, di Radio Med.
Per oltre quindici anni dirige il gruppo campano dell'Associazione Italiana DJ (AID), di Gianni Naso e Renzo Arbore.
Ha organizzato per oltre dieci anni corsi teorico-pratici per DJ contribuendo al lancio di svariate generazione di DJ e speaker, gran parte dei quali ancora in attività. Abbandona l'attività di DJ alla fine degli anni novanta.
Abbandonata la carriera musicale continua a svolgere l'attività di oculista, particolarmente in ambito pediatrico. È stato Direttore del Centro di Riferimento Regionale per la Retinopatia del Prematuro, presso l'Azienda Ospedaliera Pediatrica di Rilievo Nazionale Santobono-Pausilipon-Annunziata di Napoli. Dal 2011 è Presidente Nazionale del Gruppo di Studio per la Retinopatia del Prematuro (ROP).